# Ivanhoé
Ivanhoé è un'opera lirica in tre atti su musiche di Gioachino Rossini.

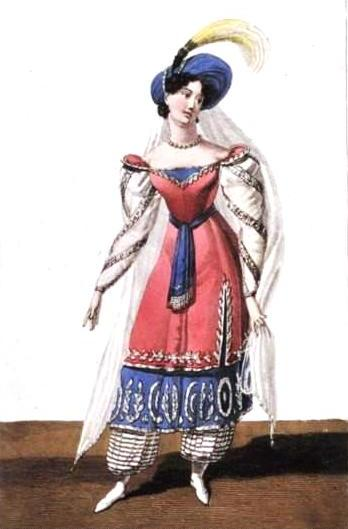
Mademoiselle Lemoule recita nella parte di Léila nell'Ivanhoe

Il libretto, in lingua francese e basato sul romanzo di Walter Scott Ivanhoe, fu scritto da  Émile Deschamps e Gabriel-Gustave de Wailly, coadiuvati dal loro committente, l'editore Antonio Pacini.
L'opera fu rappresentata la prima volta al Teatro dell'Odéon di Parigi il 15 settembre 1826, poche settimane prima che andasse in scena - il 9 ottobre - Le siège de Corinthe. Dopo essere stata replicata un paio di volte in virtù del successo riscosso alla prima esecuzione, finì nel dimenticatoio, per essere ripreso solo nel 1990 dal Teatro dell'Opéra di Montpellier.
I primi interpreti dell'opera furono - come recitavano le locandine dell'epoca - i signori Leconte, tenore, nella parte di Ivanhoé; Adolphe, basso, in quella di Cédric; Leclere, basso, come Boisguilbert; Peyronnet, tenore, Malvoisin; Charles, basso, Beaumanoir; Léon, basso, Ismaël; Masson, tenore, Héraut; e la signora Le Moule, soprano, Léila.

## Pastiche
Le musiche utilizzate per la partitura dell'opera non erano, eccetto l'introduzione, originali ma provenivano da altre opere ed erano per la circostanza rivisitate e adattate ad uso pastiche dallo stesso Rossini (che, almeno ufficialmente, avrebbe acconsentito ad un'operazione analoga solo in occasione della messa in scena del Robert Bruce). In particolare, provenivano da: Semiramide, La Cenerentola, La gazza ladra, Tancredi, Bianca e Falliero, Armida, Maometto secondo, Aureliano in Palmira, Sigismondo, Torvaldo e Dorliska, Moïse et Pharaon e Zelmira.
Le musiche che scandiscono i vari numeri musicali, intercalate da recitativi parlati alla maniera dell'opéra-comique, mantengono comunque, rispetto ai contesti originali, la freschezza e validità del primo impiego, tanto da costituire a parere della critica un motivo di spunto per la loro verifica filologica.

## Argomento
Il libretto di Deschamps e de Wailly rispetta solo in parte il canovaccio del lavoro di Scott ma, rimanendo in tema, prevede scene epiche con la presenza di pellegrini e campioni invincibili, assedi e processi con fanciulle ingiustamente condannate. Non mancano neppure le singolar tenzoni, così come la consueta agnizione ed il prevedibile lieto fine che vede, oltre all'unione fra Ivanhoé e Léila, sassoni e normanni uniti in un unico popolo inglese, pronto alla riscossa contro i comuni nemici francesi.

## Struttura musicale
- Ouverture

### Atto I
- N. 1 - Introduzione Saxons, la coupe en main (Coro, Leila, Ismael, Ivanhoe, Cedric)
- N. 2 - Aria di Ismael Boisguilbert, dont la vengeance (Ismael, Coro)
- N. 3 - Aria del Ivanhoe Blesse sur la terre etrangere
- N. 4 - Quartetto Ah! Point d'alarmes (Ivanhoe, Leila, Ismael, Cedric, Harault)
- N. 5 - Finale I Arretez! je vous en conjure (Leila, Ivanhoe, Coro, Ismael, Boisguilbert, Cedric)

### Atto II
- N. 6 - Duetto fra Boisguilbert e Leila Oui, sa menace
- N. 7 - Terzetto fra Leila, Boisguilbert e Malvoisin Souffrance cruelle! (Leila, Boisguilbert, Malvoisin, Chevalier)
- N. 8 - Finale II Race infidele (Coro, Leila, Malvoisin, Beumanoir, Boisguilbert, Ismael)

### Atto III
- N. 9 - Coro ed Aria di Boisguilbert Faisons silence - O desespoir! o fureur! (Boisguilbert, Coro)
- N. 10 - Finale III Dieu! signale ta clemence! (Coro, Malvoisin, Cedric, Ismael, Ivanhoe, Leila, Beumanoir)